# 姚锦新
姚锦新（1911年10月25日—1992年6月11日），祖籍安徽贵池，生于上海，中华人民共和国音乐教育家、音乐理论家。

## 生平
1917年，姚锦新六岁丧父。随母亲蔡亦民和刚3个月大的弟弟姚依林投奔时任江苏省武进县知事的二伯父姚绍枝。后举家迁回上海，靠母亲当家庭教师和父亲的遗产生活。1927年，进入上海中西女塾学习。1928年11月，上海举办纪念舒伯特逝世一百周年的音乐节，其间举办了音乐比赛，中西女塾派姚锦新参加钢琴比赛，获得三等奖。1929年底，英国圣三一学院音乐考级委员会在上海设钢琴等级考试，中西女塾学生姚锦新和萧嘉珍参加了钢琴高级考试。姚锦新的分数是亚洲地区第一名，获得了在伦敦圣三一学院学习一年的奖学金（但她此后未去圣三一学院），这也是由中国教师（中西女塾钢琴教师邱贞蔼）教出的学生首次获殊荣。1930年1月18日，姚锦新举办了毕业钢琴音乐会，结束了在中西女塾琴科的学习。
1930年，姚锦新考入北平清华大学主修外语。1932年，留学德国，曾在柏林国立音乐院主修钢琴，兼修作曲理论。1939年学成归国，因正值抗日战争全面爆发初期，被迫滞留香港九个月后转赴美国。在香港期间，在半岛酒店举办钢琴独奏会。到美国后，起初在耶鲁大学音乐院主修理论作曲，后转学到加利福尼亚大学音乐院继续作曲理论的学习。其间，1943年秋至1946年冬，还在美国第二次世界大战期间在旧金山设的国家广播电台从事音乐节目编制和华语广播工作。1947年归国，1948年春在清华大学音乐室任教。同年7月初，抵达华北解放区，在华北大学文艺学院音乐系任教授。1949年春，随华北大学师生进入北平，在人民文工团任创作员。1949年，马思聪、吕骥、贺绿汀、姚锦新获新政治协商会议筹备会第六小组聘为国歌词谱评选委员会顾问，参加中华人民共和国国歌词谱评选工作。
1950年冬至1951年冬，姚锦新在天津人民艺术剧院专门从事音乐创作。1951年冬至1953年10月，在中央音乐学院钢琴系任教，后来转到作曲系任教授，兼任作品分析教研室主任。1953年11月至1956年冬，在文化部电影事业管理局音乐处专门从事音乐教育工作。1957年调回中央音乐学院作曲系任教。1964年调任中国音乐学院教授。
1992年6月11日，姚锦新在北京病逝，享年81岁。

## 著作
- 英文著作：《凤阳花鼓及其它中国歌曲》
- 译著：《勋伯格：月迷彼埃罗》、《器乐》、《音乐美学若干问题》（合译）

## 家庭
- 父：姚捷勋，包括其在内兄弟共6人，他排行第四。
- 母：蔡亦民
- 弟：姚依林
- 丈夫：陈世骧。民国29年（1940年），姚锦新在香港举办个人钢琴独奏会，与乔冠华邂逅恋爱。不久因战争阻隔等原因，姚锦新滞留华盛顿哥伦比亚特区而与陈世骧结婚。4年后即与陈世骧离婚，未再婚。晚年姚锦新一直与养女共同居住在北京[2]。